# Piekło (Kościerzyna)
Piekło [pronunciación en polaco: /ˈpjɛkwɔ/] (en casubio: Piékło: Piékło) es un asentamiento en el distrito administrativo de Gmina Kościerzyna, dentro del Distrito de Kościerzyna, Voivodato de Pomerania, el norte de Polonia. Se encuentra aproximadamente 10 kilómetros al del sur-del este de Kościerzyna y 48 kilómetrosal suroeste de la capital regional, Gdańsk.
Para detalles de la historia de la región, véase Historia de Pomerania.